# Чемпионат Северной, Центральной Америки и Карибского бассейна по волейболу среди мужчин 1995
14-й чемпионат Северной, Центральной Америки и Карибского бассейна (NORCECA) по волейболу среди мужчин прошёл с 18 по 23 сентября 1995 года в Эдмонтоне (Канада) с участием 7 национальных сборных команд. Чемпионский титул в 11-й раз в своей истории и в 5-й раз подряд выиграла сборная Кубы.

## Команды-участницы
Гаити, Доминиканская Республика, Канада, Куба, Мексика, Пуэрто-Рико, США.
От участия отказалась первоначально заявленная сборная Американских Виргинских островов

## Система проведения чемпионата
7 команд-участниц на предварительном этапе разбиты на две группы. Победители групп напрямую выходят в полуфинал плей-офф. Команды, занявшие в группах 2-е и 3-и места, выходят в четвертьфинал и определяют ещё двух участников полуфинала. Полуфиналисты по системе с выбыванием определяют призёров первенства. Итоговые 5—6-е места разыгрывают проигравшие в 1/4-финала команды.

## Предварительный этап

### Группа А
| М | Команда     | 1   | 2   | 3   | И | В | П | С/П | О |
| - | ----------- | --- | --- | --- | - | - | - | --- | - |
| 1 | Пуэрто-Рико |     | 3:2 | 3:1 | 2 | 2 | 0 | 6:3 | 4 |
| 2 | Канада      | 2:3 |     | 3:0 | 2 | 1 | 1 | 5:3 | 3 |
| 3 | Мексика     | 1:3 | 0:3 |     | 2 | 0 | 2 | 1:6 | 2 |

 Американские Виргинские острова — отказ.
18 сентября: Канада — Мексика 3:0 (15:10, 15:2, 15:12).
19 сентября: Пуэрто-Рико — Канада 3:2 (13:15, 4:15, 15:12, 15:11, 16:14).
20 сентября: Пуэрто-Рико — Мексика 3:1 (15:9, 14:16, 15:11, 15:12).

### Группа В
| М | Команда                  | 1   | 2   | 3   | 4   | И | В | П | С/П | О |
| - | ------------------------ | --- | --- | --- | --- | - | - | - | --- | - |
| 1 | Куба                     |     | 3:0 | 3:0 | 3:0 | 3 | 3 | 0 | 9:0 | 6 |
| 2 | США                      | 0:3 |     | 3:0 | 3:0 | 3 | 2 | 1 | 6:3 | 5 |
| 3 | Доминиканская Республика | 0:3 | 0:3 |     | 3:0 | 3 | 1 | 2 | 3:6 | 4 |
| 4 | Гаити                    | 0:3 | 0:3 | 0:3 |     | 3 | 0 | 3 | 0:9 | 3 |

18 сентября: США — Доминиканская Республика 3:0 (15:11, 15:5, 15:8); Куба — Гаити 3:0 (15:1, 15:3, 15:3).
19 сентября: США — Гаити 3:0 (15:4, 15:4, 15:8); Куба — Доминиканская Республика 3:0 (15:8, 15:3, 15:6).
20 сентября: Доминиканская Республика — Гаити 3:0 (15:1, 15:4, 15:8); Куба — США 3:0 (15:12, 15:3, 15:12).

## Плей-офф

### Четвертьфинал
21 сентября
США — Мексика 3:0 (15:11, 15:7, 15:7).
Канада — Доминиканская Республика 3:0 (15:4, 15:4, 15:2).

### Матч за 5-е место
22 сентября
Мексика — Доминиканская Республика 3:0 (15:11, 15:11, 15:6).

### Полуфинал
22 сентября
США — Пуэрто-Рико 3:0 (15:9, 15:9, 17:16).
Куба — Канада 3:1 (15:6, 9:15, 15:4, 15:1).

### Матч за 3-е место
23 сентября
Канада — Пуэрто-Рико 3:0 (15:12, 15:2, 15:11).

### Финал
23 сентября
Куба — США 3:0 (15:8, 15:9, 15:8).

## Итоги

### Положение команд
| Куба                        |
| США                         |
| Канада                      |
| 4. Пуэрто-Рико              |
| 5. Мексика                  |
| 6. Доминиканская Республика |
| 7. Гаити                    |